# Cité scolaire Montchapet
 (mars 2025).
La Cité scolaire Montchapet est un établissement scolaire situé dans le quartier Montchapet au nord de Dijon dans le département de la Côte-d'Or, en Bourgogne-Franche-Comté.
L’établissement accueille des élèves à partir de la sixième jusqu’à l’enseignement supérieur.
Le collège et le lycée sont labellisés E3D niveau 3 en terme de développement durable. (niveau le plus haut)

## Le lycée
Le lycée compte plus de 830 élèves pour une centaine de professeurs. Il dispose d’un internat de 78 places.
Les options proposées à partir de la seconde sont italien LV3, langue des signes française, théâtre, arts plastiques ainsi que management et gestion (option proposée uniquement en seconde dans le but de préparer à une première STMG)
Les sections proposées à partir de la seconde sont section européenne (avec physique-chimie et histoire-géographie en discipline non linguistique en seconde, puis une des deux aux choix à partir de la première) et Bachibac.
La filière technologique STMG est proposée à partir de la première, avec la possibilité de suivre une section européenne.
Le lycée est jumelé depuis 1989 avec le Wihelm-Gymnasium de Hambourg.

## Le collège
Le Collège compte plus de 430 élèves et 42 professeurs répartis dans 16 classes. La classe bilangue est proposée dès la sixième en allemand et en espagnol. Les langues proposées à partir de la cinquième sont allemand, espagnol et italien. L’option latin est proposée à partir de la quatrième.
Le collège dispose d’une classe à horaires aménagés théâtre (CHAT).

## L’enseignement supérieur
La cité scolaire Montchapet est dotée de classes de BTS support à l’action managériale (SAM), commerce international (CI), banque ainsi que négociation et digitalisation de la relation client (NDRC) d’une CPGE adaptation technicien supérieur (ATS).

## Histoire
L'établissement a été construit en 1963, par l’architecte Albert Grégoire (prix de Rome 1945). À la suite d'un hiver assez rude, celui-ci a quatre mois de retard sur la construction. Les élèves affectés à ce nouveau lycée iront donc provisoirement aux Lycées Hippolyte Fontaine, Carnot, et Le Castel. Le lycée ouvre finalement ses portes en janvier 1964.
La cité scolaire est constituée de 6 bâtiments. A l’origine, seulement les bâtiments A, B, D et E étaient présents. Le bâtiment C a été construit plus tard, lors de l'extension du lycée en 1992, par l’agence d’architecture Yves et Gilbert Le Bris.
Le lycée avait la spécificité qu’il n’était pas clôturé, les élèves pouvaient sortir et rentrer comme ils le voulaient. Cette information avait fait parler d’elle à l’époque entraînant donc l’installation de clôtures.
Plusieurs noms pour le lycée sont évoqués comme Jean-Philippe Rameau, Robert Schumann, John Fitzgerald Kennedy mais c’est finalement le nom d’Édouard Estaunié, en hommage à l'académicien et écrivain né en 1862 à Dijon qui est retenu par le conseil municipal de cette ville. Ce nom n'est jamais adopté, à la place Montchapet est retenu, car la cité scolaire avait déjà été baptisée par les Dijonnais Lycée Montchapet, en raison du quartier dans lequel il est situé.
Le lycée est devenu mixte en 1968. L’État l’a choisi comme lycée expérimental entre 1974 et 1980 puis entre 1981 et 1983 pour tester un modèle éducatif dans le but de promouvoir une communauté éducative plus harmonieuse; ainsi se développent l’autodiscipline et l’autonomie éducative. En 1970, il devient le premier lycée à avoir une femme proviseure avec la nomination de Pierette Litovsky.

## Les sculptures
La statue située à l’entrée de la cité scolaire, nommée L'Envol, utilise la technique de sculpture ronde-bosse. Elle a été érigée en 1967 par Louis Leygue, un sculpteur.

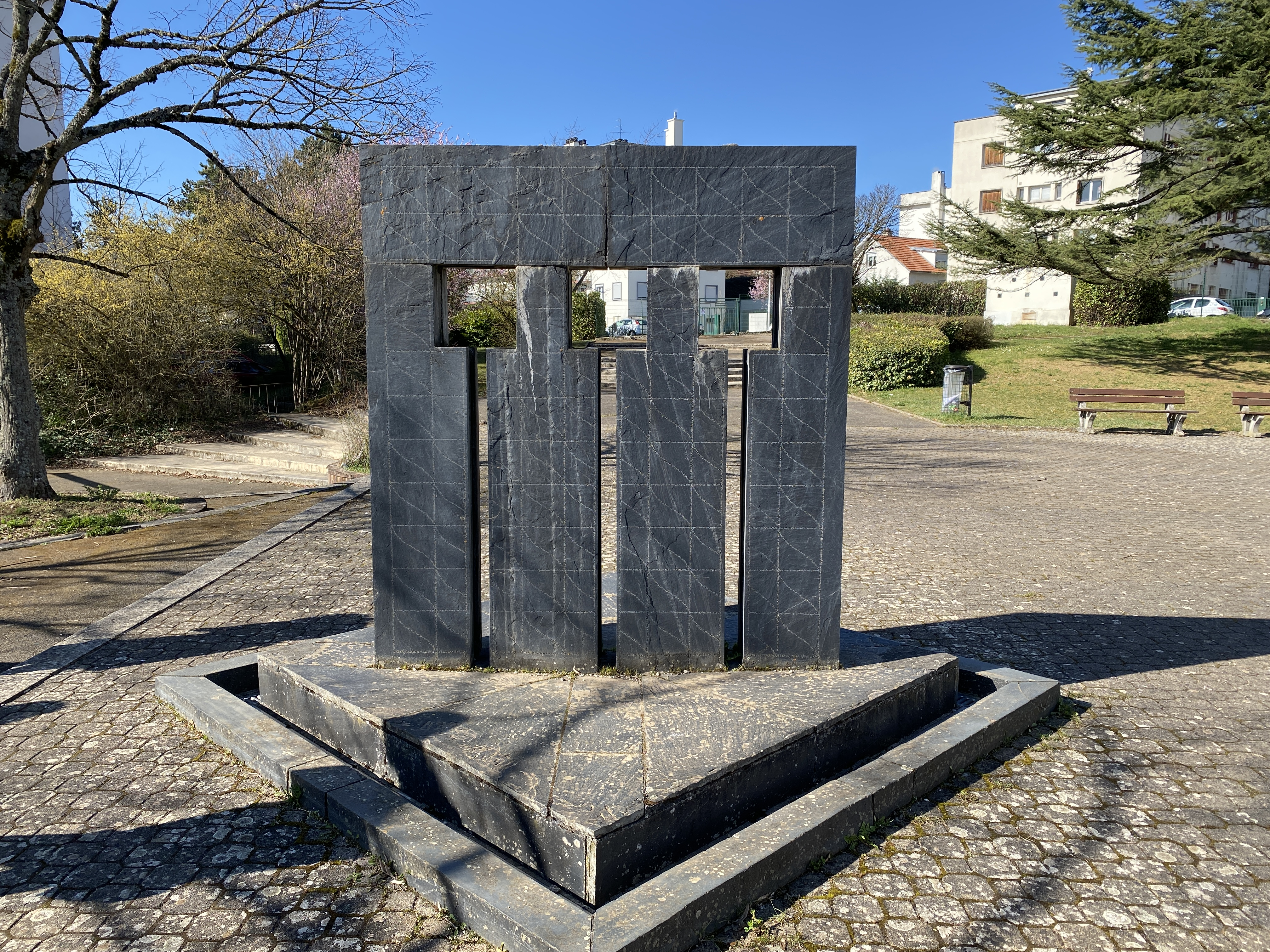
Fontaine à eau

Une autre sculpture est présente au sein de la cité scolaire. Il s’agit d'une fontaine, commandée à Pascale Bas, en 1992, qui a fonctionné moins de deux ans. La construction de cette œuvre, entrant dans le cadre du “1% culturel” lors de l’agrandissement de la cité scolaire en 1992 avait coûté 150 000 francs.

## Les associations

### MDL[7](Lycée)
La Maison des Lycéens ou MDL est une association loi 1901 dont le siège est situé dans le lycée.
La MDL est une association à destination des élèves, gérée par des élèves avec l’appui de CPE, AED et services civiques.
La Maison des Lycéens anime le foyer du lycée, où elle tient un bar, et où il est possible de jouer au billard, baby-foot et jeux de société.
CVL (Lycée)
Le CVL est  le lieu où les lycéens sont associés aux décisions de l'établissement. Les élus y représentent les élèves de leur établissement.
Le conseil des délégués pour la vie lycéenne (CVL) se réunit plusieurs fois par an et travaille sur un ordre du jour précis pour formuler avis et propositions.
Avant chaque séance du conseil d'administration du lycée, le CVL se réunit sur convocation du chef d'établissement.
Il peut aussi se réunir en séance extraordinaire, si la moitié des représentants lycéens le demande.
CVC (Collège)
Le CVC est une instance d'échanges et de dialogue entre élèves et entre les élèves et les membres de la communauté éducative. Il est de ce fait un lieu d'expression pour les élèves.
FSE (Collège)
Le FSE, ou Foyer Socio-Éducatif, est une association régie par la loi de 1901, dont le siège est situé au sein du collège.
Le FSE est une association à destination des élèves, gérée par des membres du personnel enseignant et des volontaires en service civique du collège.
Le FSE met à disposition un foyer équipé d'un baby-foot et de jeux de société. Il organise également divers événements tels que le Carnaval, le Bal de promotion des 3èmes, les Olympiades, etc.

### Jardin Convivial[9](Lycée et collège)
Le jardin convivial est un espace où les élèves ainsi que tout le personnel peuvent se réunir. Le jardin est en cours de construction depuis février 2020, il est fabriqué en grande partie par des élèves volontaires sur leur temps libre. L'inauguration officielle du Jardin Convivial a eu lieu le 5 juillet 2020. Il est pour le moment composé de canapés fait à partir de palettes, de tonneaux décorés par les élèves, d’une géode réalisée par les classes de 6ème. Il est prévu d’ajouter un terrain de pétanque ainsi qu’un amphithéâtre et des tables de pique-nique.

## Anciens élèves de la cité scolaire
- François Rebsamen, Ministre de l'Aménagement du territoire et de la Décentralisation depuis le 23 décembre 2024 (gouvernement Bayrou), ancien maire de Dijon, ancien Ministre du Travail (gouvernements Valls I et II)[10]
- Alain Joyandet, sénateur de la Haute-Saône, ancien secrétaire d’État chargé de la coopération et de la francophonie (gouvernement Fillon II) et conseiller régional.
- François Sauvadet, ancien Ministre de la Fonction Publique (gouvernement Fillon III)
- Claude Patriat, Professeur de science politique à l’Université de Bourgogne, fondateur de l’institut Denis Diderot[11], neveu de François Patriat.
- Anne-Caroline Chausson, championne olympique de BMX, 13 fois championne du monde de VTT et vainqueur de 7 coupes du monde de VTT.
- Bruno Marty, dessinateur des Guignols de l’info pour Canal +
- Catherine Wilkening, humoriste.
- Christian-Marie Monnot, médiateur de presse à France 2.
- François-Xavier Dugourd, conseiller régional, conseiller départemental et premier vice-président du conseil départemental de Côte d'Or.